# چشم‌به‌راه (مجموعه تلویزیونی)
چشم‌به‌راه یک مجموعهٔ تلویزیونی ایرانی به کارگردانی «اصغر فرهادی» است که در سال ۱۳۷۷ تولید و از شبکه تهران پخش شد.

## خلاصه داستان
در سالن انتظار یک زایشگاه، لحظه‌های انتظار اگرچه به‌کندی می‌گذرد اما همیشه همراه با اتفاقاتی است که وقوع‌شان با تولد نوزاد، پیوند خورده‌است. در هر قسمت از این مجموعه، آدم‌های متفاوتی در طول انتظار خود، ماجراهایی تازه را به وجود می‌آورند.

## چگونگی شکل‌گیری فیلمنامه
اصغر فرهادی در مصاحبه‌ای با «فصلنامه نقد سینما» در این‌باره می‌گوید:

ایدهٔ مجموعه «چشم‌به‌راه» زمانی به ذهن من رسید که خود من در زایشگاه چشم به راه تولد بچه‌ام بودم و در همان موقع هم باید متن می‌دادم برای یک سریالی که در حال ساخت بود. هرکاری کردم، نتوانستم آن متن را بنویسم؛ یعنی هرچه به خودم فشار آوردم نتوانستم فکرم را روی آن موضوع متمرکز کنم. همان موقع ایده این انتظار و آدم‌هایی که پشت در زایشگاه منتظر هستند به ذهنم رسید. از خودم پرسیدم که در این مدت که آدم‌ها این‌جا منتظر هستند چه اتفاقاتی ممکن است بیفتد؟

## بازیگران و عوامل تولید

### بازیگران
- ژاله علو
- احمد آقالو
- رضا بابک
- اکبر عبدی
- محبوبه بیات
- بیوک میرزایی
- فریبا متخصص
- رضا شفیعی‌جم
- گوهر خیراندیش
- محمود پاک‌نیت
- جمشید جهان‌زاده
- حسن پورشیرازی
- جمشید اسماعیل‌خانی
- شبنم مقدمی
- سعید آقاخانی
- ریحانه جباری (کودک خردسال)[۳]

### عوامل تولید
- کارگردان هنری: اصغر فرهادی
- کارگردان تلویزیونی: مهتاج نجومی
- فیلمنامه: اصغر فرهادی و محمدرضا عرفانی
- تصویربردار: منصور نظمی، علی شاه‌وردی
- تدوین: مرتضی جهانمهر
- تهیه‌کننده: اصغر فرهادی
- تعداد قسمت‌ها: ۲۶ قسمت
- محصول: شبکه تهران
- سال تولید: ۱۳۷۷